# Dmytro Albertovytch Salamatine
Dmytro Albertovytch Salamatine (en ukrainien : Дмитро Альбертович Саламатін) est un homme politique ukrainien né le 26 avril 1965 à (Karaganda, en RSS kazakhe). Il a notamment été ministre de la Défense de l'Ukraine du 8 février 2012 au 24 décembre 2012 du Gouvernement Azarov I. 

## Biographie
Après ses années de service militaire de 1983 à 1985 il devint mineur. Il fit des études à l'Institut polytechnique de Karaganda en 1989. Diplômé en 1991 de l'Institut minier de Moscou et fait carrière dans les complexes miniers de Russie. En 1999 il rejoint l'Ukraine dont il obtient la nationalité en 2004.
Député du Parti des régions de la Ve et VIe Rada de l'Ukraine entre 2006 et 2010..
Parmi ses autres fonctions, il a également été  directeur général de la société « Ukrspetsexport », directeur général du consortium national « Ukroboronprom » entre 2010-2012. 